# Nāḩiyat Abū az̧ Z̧uhūr
Nāḩiyat Abū az̧ Z̧uhūr (arabiska: ناحية ابو الظهور) är ett subdistrikt i Syrien.   Det ligger i provinsen Idlib, i den centrala delen av landet, 260 km norr om huvudstaden Damaskus.
Omgivningarna runt Nāḩiyat Abū az̧ Z̧uhūr är i huvudsak ett öppet busklandskap. Runt Nāḩiyat Abū az̧ Z̧uhūr är det ganska tätbefolkat, med 155 invånare per kvadratkilometer.